# 터터

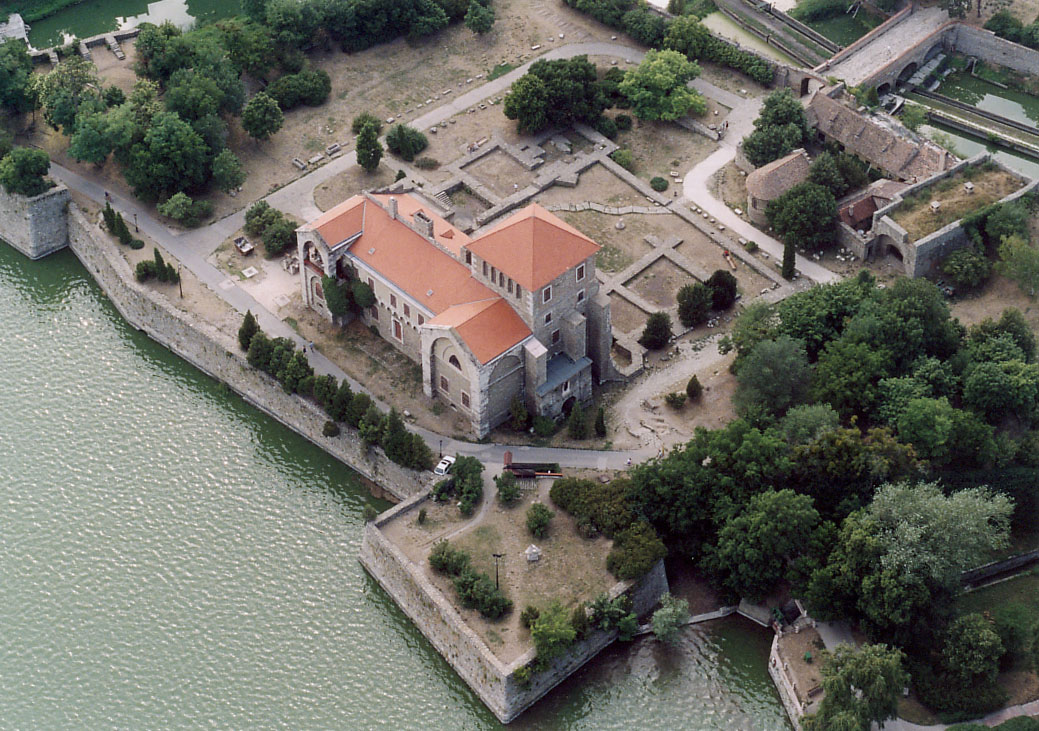
터터 성

터터(헝가리어: Tata, 라틴어: Dotis)는 헝가리 북서부 코마롬에스테르곰 주에 위치한 도시로, 면적은 78.17km2, 인구는 24,906명(2009년 기준), 인구 밀도는 309명/km2이다. 터터바녀에서 북서쪽으로 9km, 부다페스트에서 약 70km 정도 떨어진 곳에 위치한다.

시 문장